# Visuella effekter
Visuella effekter (engelska: Visual effects, VFX) är på film visuellt slående eller spektakulära inslag som utförs framför kameran med hjälp av teknik. Detta kan inkludera regn, explosioner och liknande inslag. De är en typ av specialeffekter, och i modern filmproduktion används ofta begreppet visuella effekter för effekter som skapas i postproduktionsfasen.
Modern filmproduktion av exempelvis actionscener består av en blandning av inspelat material och digital efterbearbetning. Under postproduktionen skapar detta tillsammans de scener och miljöer, som kan vara för farliga, dyra eller helt enkelt omöjliga att spela in endast med kamerans hjälp.
Datorskapade visuella effekter har använts i dyra Hollywood-produktioner sedan 1990-talet. I takt med att tekniken har blivit billigare och enklare, blir de allt vanligare även i lågbudget- och amatörfilm.

## Kända VFX-företag
- Industrial Light and Magic[1]
- Fido Film